# Дівчата в уніформі (фільм, 1931)
«Дівчата в уніформі» (нім. Mädchen in Uniform) — німецька психологічна драма 1931 року режисерки Леонтини Саган, знята за романом і п'єсою Крісти Вінслое «Учора і сьогодні» («Gestern Und Heute»). Розглядається як перший фільм про лесбійську любов. Є культовим фільмом у лесбійському середовищі.
Загальне визнання фільму зумовлене вдалою роботою режисерки, яка поєднала класицизм форм з граничною кінематографічною витонченістю. Тема підліткової чуттєвості, що зароджується, вирішена зі справжньою делікатністю, ще довгі роки не знайде такого акуратного втілення, аж до Річки Ж. Ренуара. З «Дівчат в уніформі» починає відлік мода на шкільні жіночі фільми.
У березні 2016 року фільм увійшов до рейтингу 30-ти найвидатніших ЛГБТ-фільмів усіх часів, складеному Британським кіноінститутом (BFI) за результатами опитування понад 100 кіноекспертів, проведеного до 30-річного ювілею Лондонського ЛГБТ-кінофестивалю BFI Flare.

## Сюжет
Події стрічки відбуваються в Пруссії перед Першою світовою війною. 14-річну Мануелу фон Майнхардіс титулована тітка привозить у Потсдам, до школи-пансіонату для доньок офіцерів. Мати Мануели померла, батько-військовий не в змозі піклуватися про неї, і тітка вирішує залишити племінницю на виховання і навчання в навчальному закладі із суворими порядками. Школа управляється владною і жорсткою директоркою Фройляйн фон Нордек цур Нідден.
Чутлива й емоційна Мануела потрапляє до класу Фройляйн фон Бернбург. Фон Бернбург намагається спілкуватися з ученицями відкрито та чесно і є загальною улюбленкою. Нові подруги Мануели відразу попереджають, щоб вона була обережною і теж не закохалася в неї. Але перша ж зустріч з фон Бернбург бентежить Мануелу. Щире співчуття до Мануели, що важко переживає смерть матері, ще більше привертає дівчину до вчительки. Сама викладачка також виділяє Мануелу серед інших, хоча і намагається ніяк це не проявляти.
У школі панують суворі порядки і дисципліна. Директорка прагне максимально урізувати витрати, навіть за рахунок харчування вихованок, вважаючи, що навколишнє оточення не налаштоване для надмірностей.
|                                                                 | Вони доньки солдатів і, дасть Господь, стануть матерями солдатів. Дисципліна — ось що їм потрібно, а не життя в розкоші. |
| — Директорка Фройляйн фон Нордек цур Нідден (персонажка фільму) | |

Коли сорочка Мануели розпадається на частини і немає жодної можливості її полагодити, Фройляйн фон Бернбург віддає їй одну зі своїх. Мануелі насилу вдається утримувати свої почуття, вона плутається, відповідаючи на уроках, і у бесіді наодинці зізнається викладачці у своєму коханні. Фон Бернбург намагається напоумити її і закликає тримати емоції під контролем.
До катастрофи призводить випадок. На святі, присвяченому дню народження директорки, зусиллями вихованок ставиться «Дон Карлос» Шиллера, Мануела виконує головну роль. Вистава має успіх, після неї, на святі, Мануела напивається пуншу і, втративши контроль, привселюдно заявляє про кохання між нею і Фройляйн фон Бернбург. Вибухає скандал. Директорка саджає Мануелу до карцеру, забороняючи будь-кому спілкуватися з нею. Фон Бернбург вимушена покинути школу. Дізнавшись, що кохана вчителька залишає її назавжди, дівчина зважується покінчити життя самогубством і намагається кинутися з балюстради на парадні сходи пансіонату. Лише стараннями подруг її вдається врятувати. Розуміючи, яка могла статися трагедія і якою незмивною плямою лягло б самогубство Мануели на школу, директорка зазнає сильного потрясіння.

## Технічні прийоми і режисура
«Дівчата в уніформі» — перший німецький фільм часів Веймарської республіки, створений кооперативним способом. Компанія Deutsches Film Gemeinschaft була створена спеціально для цього проєкту. Витрати зі створення стрічки розподілялися між акторками і командою творців.
Прототипом Мануели фон Майнхардіс для роману і п'єси слугувала одна з однокласниць Крісти Вінслое, з якою та вчилася разом в Empress Augusta boarding school. Дівчина дійсно кинулася зі сходів. Вона вижила, але шкутильгала до кінця життя. Вже дорослою вона була присутньою на прем'єрі фільму.
Первинний задум припускав, що Мануела стрибне зі сходів наприкінці фільму. Проте потім Карл Фроліх змінив рішення, і Мануелу рятують від самогубства учениці.
Доротея Вік і Герта Тіле, що зіграли вчительку і ученицю, народилися в один рік. На момент знімання їм обом було по 23 роки.
У використанні нових звукових засобів режисерка картини Леонтина Саган, учениця Макса Рейнгардта, була найобдарованішою з режисерів передвоєнної Німеччини. Не лише акуратне використання діалогів, але також застосування звуку як метафори (наприклад, звуки горна на початку і кінці фільму), створення особливої атмосфери, коли дівчата перешіптуються, обмінюючись секретами, звук імені Мануели, що перекликається, у фінальних сценах — усе це підтверджує висловлювання критикині:

З цією роботою («Дівчата в уніформі»), німецькі фільми зі звуком досягли свого найвищого рівня.
— Лотта Айснер
Зігфрід Кракауер також відмітив роботу Саган. Він звернув увагу на її здатність наділяти кадри «символічною силою світла». Застосування Саган тіней не лише створює глибину на плоскому екрані, але також сприяє точнішій передачі смислу і атмосфери. Кінематограф Леонтини Саган — прекрасний приклад того, що кінокритикиня Лотта Айснер називала «настроєм» — гра світла викликала відгук у серці.
Вирішення освітлення і показ сходів у школі — примітний приклад роботи Саган зі світлом. Спрямовані вгору тіні і глибина центральної частини сходового колодязя символізують напругу, в якій живуть дівчата, в контрасті з яскраво освіченими парадними сходами головного холу, якими ученицям заборонено підніматися.
Саган також стала першою, хто застосували прийом накладення великих планів облич двох персонажів для показу глибокого психологічного зв'язку між ними. Саган використовує його, зображуючи моменти сильного потягу між Фройляйн фон Бернбург і Мануелою. Через 30 років цей спосіб використав Інгмар Бергман у фільмі «Персона» для досягнення аналогічного ефекту.
У монтажному плані стрічка сполучає елементи розповідного і асоціативно-образного типів монтажу, які доповнюють один одного і створюють атмосферу, яка не могла би бути досягнута застосуванням лише одного з них. Початок фільму показує окремі кадри Потсдаму з кам'яними вежами, статуями, скульптурами воїнів, що чергуються показом дівчат, що крокують шерегою, в уніформі, вводячи аудиторію в атмосферу майбутньої історії — Пруссію в період перед Першою світовою війною. Подальша розповідь, обмежена суто стінами школи, ведеться розповідним монтажем. Але періодично в нього знову вкраплюються статичні кадри мілітаристського патріархального світу, що оточує місце дії. Глядачеві нагадують, що хоча школа — це жіноча оселя (у ній немає жодного чоловіка), але вона знаходиться в авторитарному чоловічому суспільстві. За допомогою такої структури монтажу вдається створити у фільмі замкнутий жіночий світ, відгороджений від зовнішнього.
У інтерв'ю 1980 року акторка Герта Тіле (Мануела фон Майнхардіс) приписуала заслуги по створенню фільму чоловічій частині знімальної групи: Карлу Фроліху, Францу Ваймару та ін. Леонтина Саган, на її думку, занадто мало знала про те, як задумав фільм Карл Фроліх.

## Акторки
У фільмі немає жодного персонажа чоловічої статі.
| Акторка            |  | Персонаж                                           |
| ------------------ |  | -------------------------------------------------- |
| Герта Тіле         |  | Мануела фон Майнхардіс, вихованка                  |
| Доротея Вік        |  | Фройляйн фон Бернбург, вчителька                   |
| Еллен Шваннеке     |  | Ільзе фон Вестгаген, вихованка                     |
| Емілія Унда        |  | Фройляйн фон Нордек цур Нідден, директорка         |
| Гедвіг Шліхтер     |  | Фройляйн фон Кестен, старша вихователька           |
| Гертруд де Лальски |  | Її Превосходительство фон Еренхардт, тітка Мануели |
| Марта Гайн         |  | Герцогиня, опікунка школи                          |
| Лене Бердольт      |  | Фройляйн фон Гаршнер, вчителька                    |
| Лізі Шербах        |  | Мадемуазель Ойле, вчителька                        |
| Маргорі Бодкер     |  | Міс Еванс, вчителька                               |

| Акторка               |  | Персонаж                           |
| --------------------- |  | ---------------------------------- |
| Еріка Манн            |  | Фройляйн фон Атемс, вчителька      |
| Ельзе Езер            |  | Еліза, кастелянка                  |
| Ільзе Вінтер          |  | Марга фон Рассо, вихованка         |
| Шарлотта Вітхауер     |  | Ільзе фон Трайшке, вихованка       |
| Еріка Бібрах          |  | Ліллі фон Каттнер, вихованка       |
| Етель Решке           |  | Ода фон Ольдерслебен, вихованка    |
| Аннмарі фон Рошхаузен |  | Едельгард, графиня фон Менгсберг   |
| Ільзе Вігдор          |  | Аннелізе фон Беккендорф, вихованка |
| Барбара Пірк          |  | Міа фон Воллін, вихованка          |
| Доріс Тальмер         |  | Маріхен фон Екке, вихованка        |

## Доля фільму
Нацистський режим, що прийшов до влади через два роки після створення фільму, заніс стрічку до списку заборонених. Уперше після виходу на екран фільм було показано широкій публіці лише в 1970-х. 1977 року фільм показали на німецькому телебаченні. Пізніше «Дівчата в уніформі» вишли на відеокасеті з англійськими субтитрами у США (1994) і Великій Британії (2000) за сприяння Британського кіноінституту.
Після показу фільму в Румунії від місцевих дистриб'юторів прийшов лист з проханням: «Будь ласка, ще 20 метрів з поцілунком» (Please, twenty more metres of kissing). Йдеться про сцену, де фройляйн фон Бернбург цілує Мануелу в губи. Двадцять метрів плівки еквівалентні приблизно півтора хвилинам на екрані.

## Значення
|                                             | Те, що ви називаєте гріхом, я називаю великим духом любові, що має тисячі форм. |
| — Елізабет фон Бернбург (персонажка фільму) |                                                                                 |

Стрічка «Дівчата в уніформі» всюди користувалася величезним успіхом. У Німеччині вона вважалася найкращим фільмом року. Успіх супроводив фільм не лише в Німеччині, але також по всій Європі, у США і навіть у Японії. При виході фільм був сприйнятий пресою як стрічка, що розглядає проблеми юнацького періоду, а також як протест проти системи навчання, що існувала в Пруссії. Тема лесбійських стосунків не згадувалася (див. Лесбійське стирання).
Газета «Нью-Йорк геральд трибюн» бачила у фільмі «Драму дівчини, що знемагає від відсутності ніжності і співчуття, які протиставляються суворій насильницькій системі виховання в закритих школах».
Постановка п'єси, на якій засновано фільм, здійснювалася кілька разів з різними акторками. Герта Тіле, яка виконувала роль Мануели фон Майнхардіс у фільмі, грала її і на сцені. У одній із постановок роль фройляйн фон Бернбург грала масивна майже п'ятдесятирічна жінка. Через це почуття між вчителькою і ученицею не могли інтерпретуватися інакше, як в руслі «материнської симпатії». Проте в інших постановках п'єси лесбійський мотив опрацьовувався дуже ретельно.
Зміни, внесені продюсером Карлом Фроліхом у сюжет фільму, були продиктовані його бажанням забезпечити більший успіх проєкту. Назву п'єси «Учора і сьогодні» він замінив на «Дівчата в уніформі», визнавши його вдалішим. «…Вони думатимуть, що там буде безліч дівчат в уніформі, вони стрибатимуть і показуватимуть свої ноги». З цієї ж причини питання про істинну природу взаємостосунків жінок він навмисно залишив відкритим, щоб фільм був прийнятним для чоловічої аудиторії.
| …Це може бути початком лесбійської любові, також це може бути любов'ю дитини, але у будь-якому випадку — це любов. Оригінальний текст (англ.) [...It can be the beginning of lesbian love, it can also be the love of children, but in any case it's love.] Помилка: {{Lang}}: не вказано код мови (допомога) — Герта Тіле (Мануела фон Майнхардіс), інтерв'ю 1980 року |

В наш час стрічка вважається одним з найвідоміших німецьких фільмів ранньої ери кінематографу, що порушують питання гомосексуальності.

## Визнання
| Нагороди та номінації фільму «Дівчата в уніформі» | Нагороди та номінації фільму «Дівчата в уніформі» | Нагороди та номінації фільму «Дівчата в уніформі»                  | Нагороди та номінації фільму «Дівчата в уніформі» | Нагороди та номінації фільму «Дівчата в уніформі» | Нагороди та номінації фільму «Дівчата в уніформі» |
| Рік                                               | Кінофестиваль/кінопремія                          | Категорія/нагорода                                                 | Номінант                                          | Результат                                         |                                                   |
| ------------------------------------------------- | ------------------------------------------------- | ------------------------------------------------------------------ | ------------------------------------------------- | ------------------------------------------------- | ------------------------------------------------- |
| 1932                                              | Венеційський кінофестиваль                        | Приз за результатами опитування глядачів за технічну бездоганність | Дівчата в уніформі                                | Перемога                                          |                                                   |
| 1932                                              | Національна рада кінокритиків США                 | ТОП найкращих іноземних фільмів                                    | Дівчата в уніформі                                | Перемога                                          |                                                   |
| 1934                                              | Премія Кінема Дзюмпо                              | Найкращий фільм іноземною мовою                                    | Дівчата в уніформі                                | Перемога                                          |                                                   |